# Natales
Natales est une commune du Chili du Chili située dans l'extrême sud du pays en Patagonie. Elle fait partie de  la province de Ultima Esperanza, elle-même rattachée à  la  région de Magallanes et de l'Antarctique chilien. La ville principale est Puerto Natales. Avec ses 49 974 km2 (la taille d'une région française) c'est la plus grande commune du Chili. La majeure partie de son territoire est occupée par le Parc national Bernardo O'Higgins.

## Géographie
Natales se trouve en Patagonie chilienne. Sa limite orientale est formée par la frontière avec l'Argentine (dont une fraction fait l'objet d'un litige avec ce pays) et sa limite ouest par l'Océan Pacifique. Elle comprend une portion continentale montagneuse au nord et formant une pampa au sud-est ainsi qu'une grande quantité d'îles séparée par des canaux et des fjords communiquant avec la mer. Une partie du territoire est recouvert par le Champ de glace Sud de Patagonie.  Le Parc national Bernardo O'Higgins occupe  une superficie de 35 259 km2 en majeure partie sur le territoire de la commune. Le point culminant de la commune est le volcan Lautaro (3 607 m). Natales se trouve à 2 040 kilomètres à vol d'oiseau  au sud de la capitale Santiago (2 801 km par la route en passant par l'Argentine) et à 192 kilomètres au nord-nord-ouest  de Punta Arenas capitale de la région de  Magallanes.

## Histoire
La colonisation de la province de Ultima Esperanza débute dans les années 1890 sous l'impulsion de grands éleveurs de moutons d'origine allemande et anglaise qui créent des fermes sur le territoire en louant le terrain à l’État chilien pour 15 ans. À l'expiration des concessions, les terrains sont progressivement rachetés entre 1905 et 1906 par la société  Explotadora de Tierra del Fuego. En 1910 celle-ci possède ou loue 3 millions d'hectares et possède les trois quarts du bétail de la région. L'agglomération de Puerto Natales est créée en 1911 et des installations frigorifiques sont construites dans cette ville et à Puerto Bories ce qui déclenche une forte croissance démographique. La chute du prix de la laine dans les années 1920 entraine une longue période de stagnation économique accentuée dans les années 1930 par la politique protectionniste adoptée par le gouvernement chilien. La crise économique entraine des troubles et une grève générale qui sont violemment réprimés.

## Démographie
En 2017, la population de la commune s'élevait à 21 477 habitants. La superficie de la commune est de 49 974 km2 (densité de 0,4 hab./km2).

## Divisions administratives
Les cinq districts de la commune sont :
- Puerto Natales (16 902 habitants en 2002) chef-lieu de la commune et de la province de Última Esperanza et port
- Lago Anibal Pinto (150 habitants en 2002)
- Muñoz Gamero (118 habitants en 2002)
- Puerto Edén (254 habitants en 2002)
- Cueva del Milodón (1 692 habitants en 2002)

## Climat
Le climat de Natales est de type océanique subpolaire  (Cfc dans la classification de Köppen) caractérisé par une température estivale fraiche une température hivernale fraiche mais toujours supérieure à 0 °C et des précipitations étalées tout au long de l'année. Dans l'agglomération de Puerto Edén la température annuelle moyenne est de 7,1 °C et les précipitations annuelles particulièrement abondantes avec un cumul de 5 745 mm.
| Mois                     | jan.  | fév.  | mars  | avril | mai   | juin  | jui.  | août  | sep.  | oct.  | nov.  | déc.  | année |
| ------------------------ | ----- | ----- | ----- | ----- | ----- | ----- | ----- | ----- | ----- | ----- | ----- | ----- | ----- |
| Température moyenne (°C) | 11,6  | 10,8  | 9,7   | 7,4   | 4,8   | 3,3   | 3     | 3,9   | 5     | 6,5   | 8,9   | 10,8  | 7,1   |
| Précipitations (mm)      | 507,5 | 523,1 | 532,2 | 525,2 | 482,8 | 482,8 | 499,7 | 419,2 | 377,9 | 447,2 | 456,7 | 464,8 | 5 745 |

## Galerie

Position de Natales (en rouge) au sein de la Magallanes.

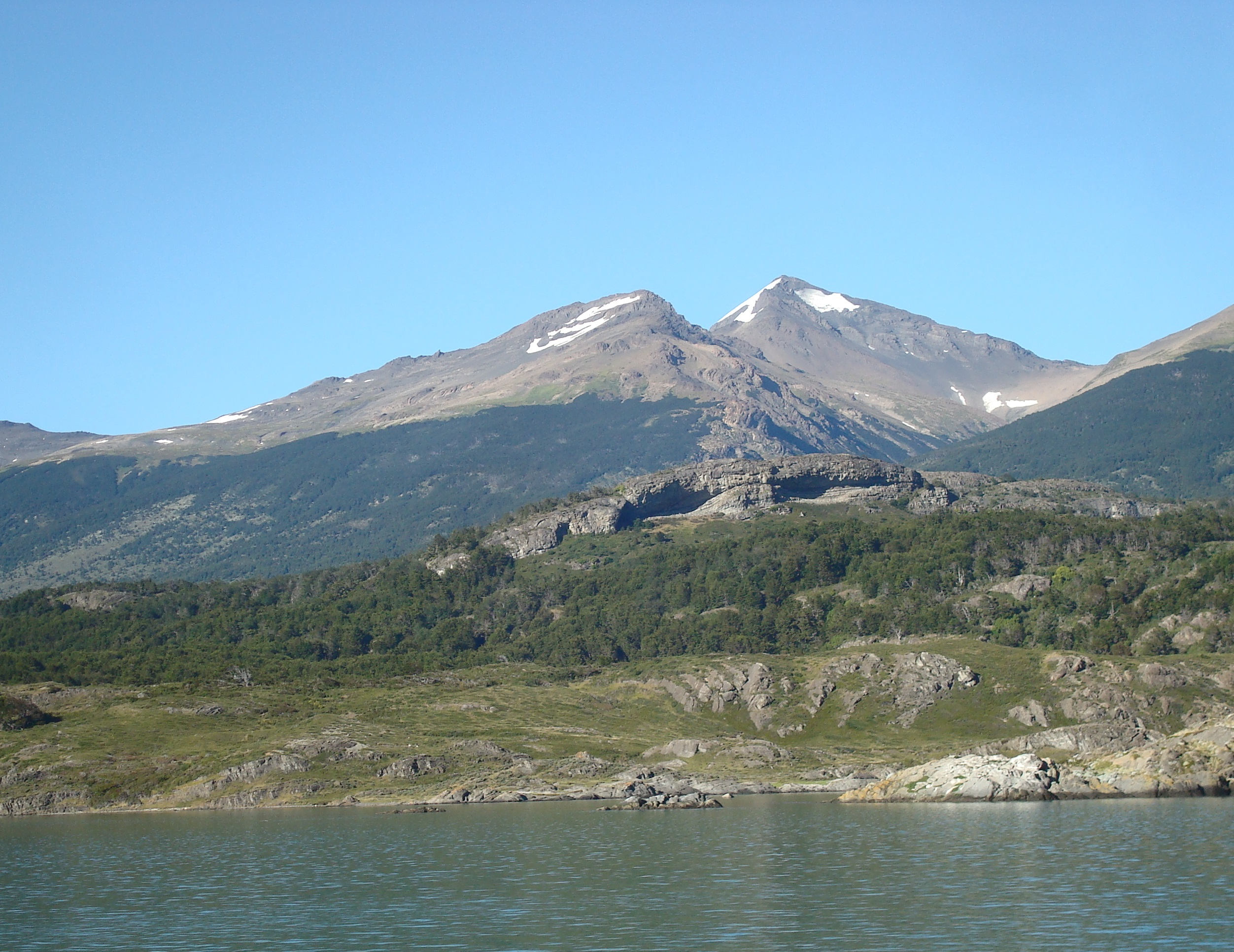
Fjord près de Puerto Natales
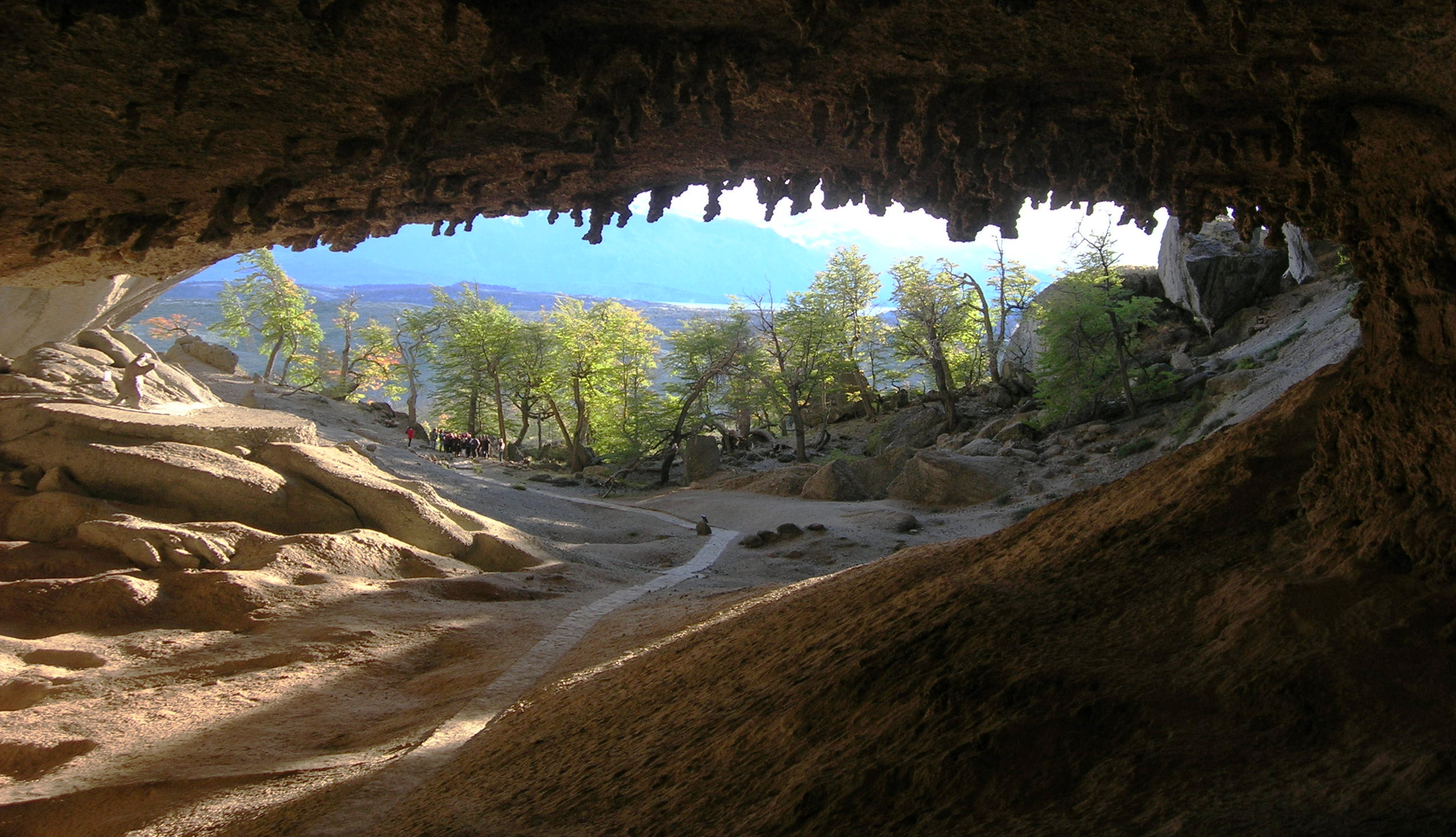
Grotte du mylodon
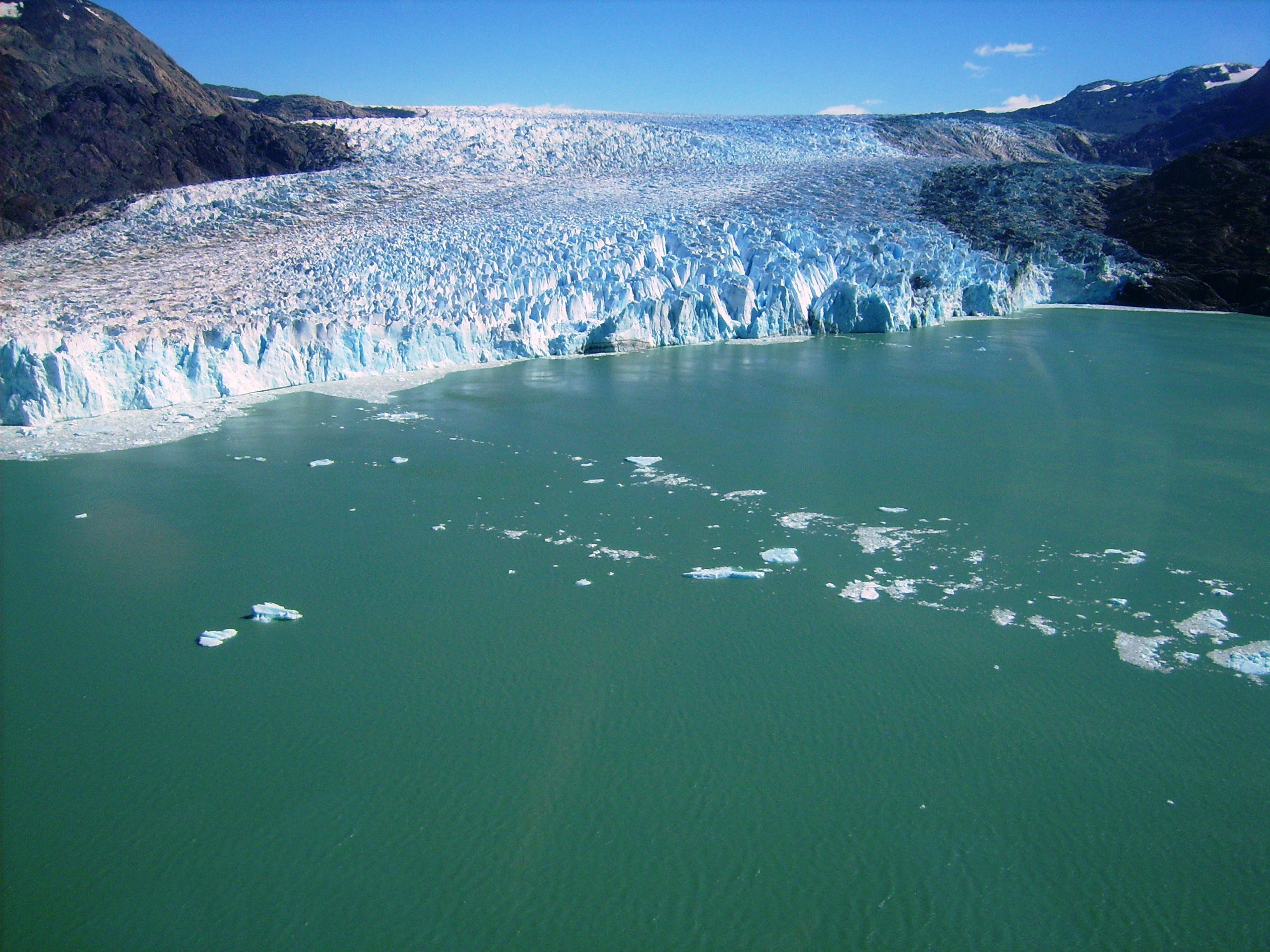
Glacier O'Higgins